# هلیله سیاه
هلیله سیاه، اهلیج، هلج یا هاری تاکی، در چین جزو گیاهان مقدس به‌شمار می‌رود.

## خواص دارویی
در طب سنتی ادعا شده است که هلیله سیاه خون را صاف می‌کند، باعث تقویت چشم می‌شود، برطرف‌کننده موی سپید است، و تنبلی روده را درمان می‌کند،  شواهدی برای این مطالب ارائه شده‌اند.

با توجه به اثر محرک این ماده بر روی قلب، بهتر است پیش از استفاده، با پزشک مشاوره شود.
مصرف آن به هنگام بارداری ممنوع است. بهتر است در زمان شیردهی از این ماده استفاده نشود.
این ماده ممکن است باعث تغییر در میزان قند خون شود  و با داروهای ضد دیابت تداخل کند. بهتر است بیماران دیابتی برای استفاده از آن با پزشک خود مشورت کنند.

## ترکیب‌های شیمیایی
تانن یکی از ترکیبات هلیله‌ها است. در یک بررسی دیگر که در خصوص هلیله کابلی صورت گرفته وجود ۳۰ درصد ماده قابضی که اثرش را از کبولینیک اسید می‌گیرد، محرز شده‌است. به‌علاوه در هلیله کابلی ۲۰ درصد تانیک اسید، گالیک اسید و رزین وجود دارد.

## نگارخانه

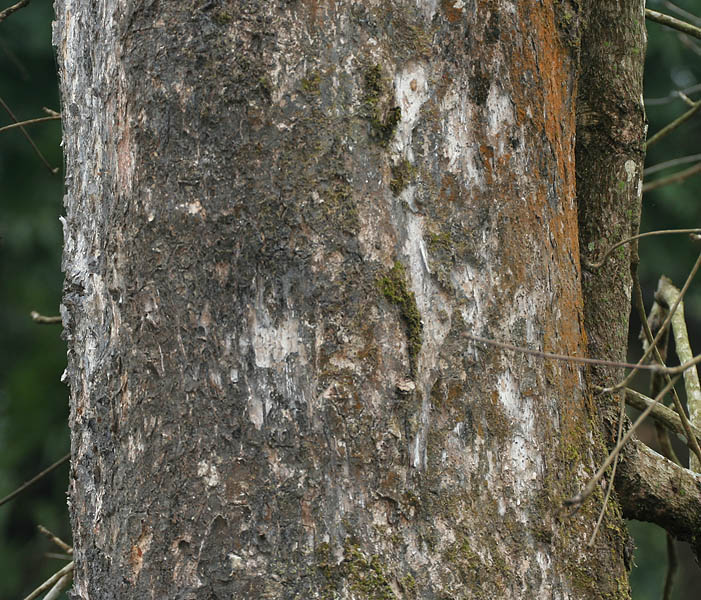
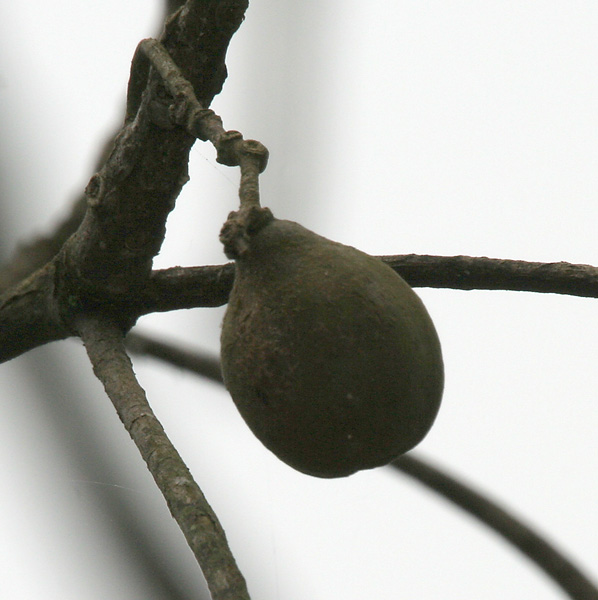
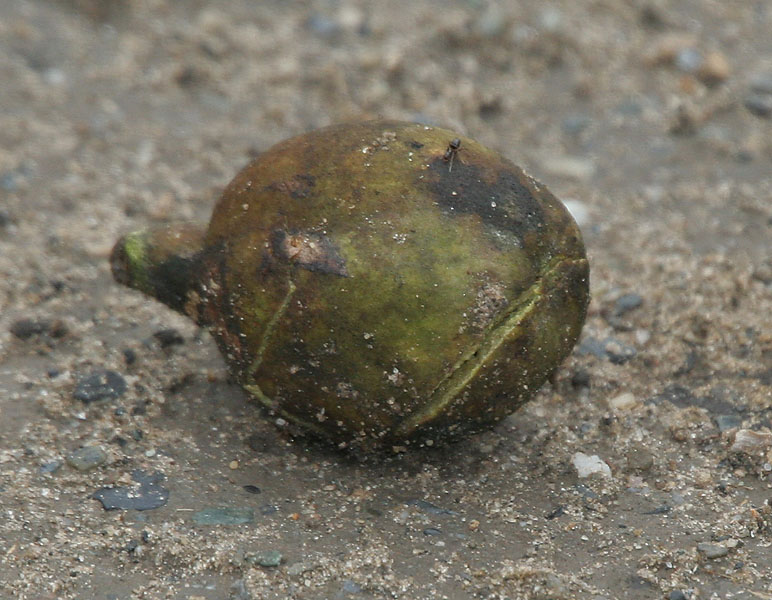

## انواع هلیه سیاه
- 1Vijaya Myrobalan
- روهینی میروبالان
- Putana Myrobalan
- Amruta Myrobalan
- Abhaya Myrobalan
- Jivanti Myrobalan
- Chetaki Myrobalan

## واژه‌نامه
1. ↑  Myrobalan
2. ↑  Chebulinic acid
3. ↑  Tannic acid